# Замок Маркьоне
За́мок Маркьо́не или Маркионе (итал. Castello Marchione) находится на юге Италии. Расположен в провинции Бари, регион Апулия, поблизости от Конверсано.

## История замка
Происхождение имени Маркьоне (итал. Marchione) неизвестно. Вначале на этом месте был охотничий дом. Владение состояло из большой дубовой рощи и участка морского побережья. Сохранился дуб, которому около 500 лет. Согласно легенде, подземный ход соединяет Маркьоне с находящимся неподалёку замком Конверсано (итал. Castello di Conversano). В XVIII веке замок был летней резиденцией принца Джулио IV де Аквавива (итал. Giulio IV d'Acquaviva).
В XIX столетии замок пришёл в запустение: вырублена дубовая пуща, здание сдавались в ренту без учёта его художественного значения. Это видно на первых фотографиях 1900-х годов. В 1920—30 годах принцесса Джулия Аквавива д'Арагона (итал. Giulia Acquaviva d’Aragona) приступила к кропотливому восстановлению художественного убранства Маркьоне. Эта работа была продолжена её сыном принцем Доном Фабио Томачелли Филомарино (итал. Don Fabio Tomacelli Filomarino; 1920—2003).